# Sestav desetih tetraedrov
| Sestav desetih tetraedrov | Sestav desetih tetraedrov             |                     |
| --- | ------------------------------------- | ------------------- |
| |                                       |                     |
| Vrsta | pravilni sestav                       |                     |
| Sklic | UC6, W25                              |                     |
| Elementi (kot sestav) | 10 tetraedrov: F = 40, E = 60, V = 20 |                     |
| Dalni sestav | sebi dualen                           |                     |
| Simetrijska grupa | ikozaederska (Ih)                     |                     |
| Podgrupa omejena na eno komponento | kiralna tetraederska (T)              |                     |
| \| diagram stelacije \| jedro stelacije \| konveksna ogrinjača \| \| ----------------- \| --------------- \| ------------------- \| \| \| ikozaeder \| dodekaeder \| |                                       |                     |
| diagram stelacije | jedro stelacije                       | konveksna ogrinjača |
| | ikozaeder                             | dodekaeder          |

Sestav desetih tetraedrov ga lahko obravnavamo kot stelacijo poliedra ali kot sestav. Telo je prvi opisal Edmund Hess (1843–1903) v letu 1876.

## Sestav
Lahko ga gledamo kot sestav desetih tetraedrov s polno ikozaedersko simetrijo (Ih). Je eden izmed petih pravilnih sestavov, ki jih lahko dobimo iz enakih platonskih teles. 
Ima enako razvrstitev oglišč kot dodekaeder.
Sestav petih tetraedrov predstavlja dve kiralni polovici tega sestava.

## Stelacija
Ta polieder je stelacija ikozaedra in ima v Wennnigerjevem modelu številko 25 v seznamu modelov Wenningerjavih poliedrov.

## Facetiranje
Je tudi facetiranje dodekaedra. To je prikazano na levi strani.